# Gemelli nella cultura
I gemelli umani, statisticamente rari, sono stati spesso ritenuti un fenomeno straordinario che diverse culture hanno percepito in modo diverso. Spesso sono stati considerati causa di un'alterazione dell'equilibrio sociale.

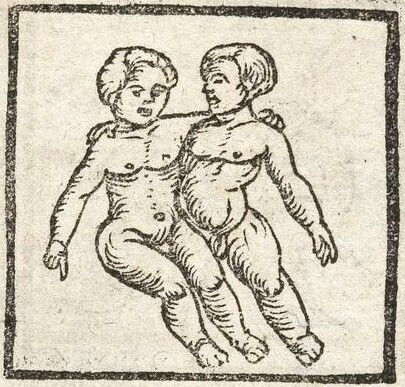
Illustrazione del segno zodiacale dei Gemelli in un testo di Georg Fabricius sulla menologia rustica dell'antica Roma (ristampa del 1560)

La coppia gemellare rimanda sia allo sdoppiamento dell'essere, sia alla convergenza di due esseri in uno, in quanto l'esistenza di un gemello dipende da quella dell'altro.
I gemelli, fisicamente identici, o quasi, tra loro, rappresentano una figura simbolica che si contrappone al principio di unicità e originalità proprio del genere umano, costituendo una duplicazione in carne ed ossa e una forma di clonazione naturale. Per artisti e scrittori questo è stato un tema dotato di grande fascino, ampiamente discusso e trattato sin dall'antichità nelle diverse discipline culturali.

## Nascita dei gemelli
La nascita dei gemelli è vista da alcune culture in accezione positiva e da altre in accezione negativa.

### Accezione positiva
Un'accezione positiva riguardo alla nascita dei gemelli era presente, ad esempio, nelle culture degli indiani di Tsismshian della Colombia o nell'Africa centrale, che consideravano i gemelli come individui portatori di fecondità, di raccolti abbondanti e di capacità di controllare gli eventi climatici e atmosferici.
Nelle tribù Kwakiutl dell'America del Nord, vi era l'usanza di sollevare i genitori di gemelli da qualunque lavoro o attività quotidiana, anche da quelle necessarie alla sopravvivenza. Queste, infatti, erano svolte interamente dai loro parenti, che li ritenevano dotati di poteri soprannaturali come la guarigione dei malati.

### Accezione negativa
In alcune tribù dell'America del Nord situate sulle coste del Pacifico, ad esempio gli indiani del Puget Sound, i gemelli venivano considerati frutto di adulterio da parte dei genitori e, per questo motivo, questi ultimi venivano esiliati. In casi estremi, in alcune tribù africane, i gemelli venivano associati a spiriti maligni e per questo finivano per essere soppressi o abbandonati.

## Legame dei gemelli
Il legame gemellare è un rapporto sui generis in quanto ha inizio sin dalla nascita.
La separazione e l'allontanamento tra i gemelli è un fenomeno considerato in maniera diversa in relazione alla cultura di riferimento.
In Occidente è visto come un atto che viola le leggi naturali, mentre presso gli indiani d'America o alcune culture africane è un fenomeno considerato necessario poiché l'unione dei gemelli genera un senso di inquietudine e di turbamento nella comunità di appartenenza.

## Mitologia
Nella mitologia classica i gemelli sono spesso protagonisti dei miti poiché il loro legame è destinato a rafforzarsi ulteriormente sancendo una profonda alleanza o, al contrario, a determinare una differenziazione tale da scatenare un definitivo allontanamento.
L'alleanza tra i due, data dalla collaborazione e dalla complicità che permette loro di contrastare ogni ostacolo, è il filo conduttore dei miti che spiegano come, per esempio, l'equilibrio sociale veniva ristabilito nei popoli di cui essi erano guide, come nel caso del mito di Anfione e Zeto e del regno sulla città di Tebe.
Più comune è, invece, il tema dello scontro, già presente alla nascita dei due gemelli per il riconoscimento del primogenito, scelta che aveva conseguenze in relazione all'eredità che spettava loro. I gemelli erano per questo motivo rappresentati come nemici che intraprendevano lotte cruente, spesso terminate con la morte di uno dei due, finalizzate alla conquista del titolo di erede per il dominio su un impero o ancora la fondazione di una città.

### Gemelli alleati
- Apollo e Artemide
- Anfione e Zeto
- Castore e Polluce (i Dioscuri)
- Eracle e Ificle
- Laride e Timbro

### Gemelli nemici
- Acrisio e Preto
- Efialte e Oto (ma inizialmente alleati)
- Eteocle e Polinice
- Egitto e Danao
- Neleo e Pelia
- Romolo e Remo (ma inizialmente alleati)

## Letteratura
Le opere letterarie dell'epoca classica, come quella di Plauto, si ispirano spesso alla figura dei gemelli, trattando il tema dell'intrigo, dello scambio e della sostituzione dell'identità tra figure uguali. Ciò genera confusione nella scena, ma allo stesso tempo dona ad essa comicità.
Nella letteratura e nel teatro moderni e contemporanei, la scelta dei gemelli come protagonisti delle opere è, invece, motivata da un avvicinamento al fattore psicologico legato al loro rapporto.
In numerose opere moderne, come Le meteore di Michel Tournier, il rapporto gemellare viene paragonato all'utero materno che da un lato conferisce sicurezza e protezione da ciò che è esterno, ma dall'altro ostacola il percorso di ricerca di indipendenza per la propria identità. Questo conferisce, infatti, una sfumatura drammatica al racconto.
Ricorrenti sono gli aspetti relativi alla morbosità affettiva, la competizione, la crisi e le difficoltà di allontanamento e di indipendenza, ma anche alle doti quali telepatia e simbiosi, che sono state attribuite loro da credenze popolari,  ipotesi, che però, a livello scientifico non sono mai state verificate.

### Teatro
- Menecmi di Plauto (III secolo a.C.)
- La commedia degli errori di Shakespeare (1592)
- I due gemelli veneziani di Goldoni (1747)

### Narrativa
- I fratelli corsi (1845) di Alexandre Dumas
- Attraverso lo specchio e quel che Alice vi trovò (1871) di Lewis Carroll
- Le meteore (1975) di Michel Tournier
- Sulla collina nera (1982) di Bruce Chatwin
- The Holy Innocents (1988) di Guilbert Adair

## Arte
I gemelli sono stati oggetto di rappresentazione artistica nel campo delle arti visive.
Le discipline artistiche hanno affrontato l'argomento dei gemelli in relazione sia all'aspetto psicologico del complesso rapporto presente tra questi, sia al fascino del tema del doppio che essi incarnano.
Gli artisti considerano spesso i gemelli come soggetti dal potere seduttivo ed attrattivo e come metafora della natura del linguaggio visivo, percepito come il raddoppiamento della realtà. Per l'occhio ed il cervello umano, i gemelli rappresentano un'anomalia e una stranezza, essendo due corpi identici come se fossero clonati o la replica l'uno dell'altro, ma al contempo diversi.

### Cinema
- Shining di Stanley Kubrick, Stati Uniti (1980)
- Il ritorno dello Jedi di Richard Marquand, Stati Uniti (1983)
- Inseparabili di David Cronenberg, Canada (1988)
- I sognatori di Bernardo Bertolucci, Francia (2003)
- Viva la libertà di Roberto Andò, Italia (2013)

### Fotografia e fotomontaggio
La fotografia è la forma di arte visiva che meglio si presta al gioco dello sdoppiamento di una figura e di un'immagine.
Nella tradizionale fotografia l'utilizzo dei gemelli come soggetto aveva una finalità ludica e lo scopo di generare illusione ottica e senso di confusione. In Identical Twins-Gemelle Identiche di Diane Arbus sono presenti due gemelle identiche, che scatenano nell'osservatore un senso di inquietudine.
Altri artisti, invece, si concentrano maggiormente nell'elaborazione e manipolazione dell'immagine, attraverso l'utilizzo di tecniche complesse come il fotomontaggio. Queste modalità, mirate a generare la moltiplicazione di un'unica figura, conferiscono un andamento ritmico che falsifica la realtà, aumentando la confusione e l'illusione visiva fino a determinare l'annichilimento dell'originale soggetto.
- Henri de Toulouse-Lautrec as Artist and Model, (1892) di Maurice Guibert
- Io Noi Boccioni, (1907) di Umberto Boccioni